# Friedrich von Schreiber
Pour les articles homonymes, voir Schreiber.
Joseph Friedrich Schreiber, puis en 1875 Ritter von Schreiber (né le 23 mai 1819 à Bissingen, mort le 23 mai 1890 à Bamberg) est archevêque de Bamberg de 1875 à sa mort.

## Biographie
Friedrich Schreiber est le cinquième des neuf enfants du secrétaire du tribunal Anton Schreiber et son épouse Marie Agnes Bosch. Après l'école primaire, Schreiber va au Königliche Studienanstalt St. Stephan à Augsbourg. Il est diplômé en août 1838 de l'absolutorium (de). Schreiber étudie la théologie à Munich et en octobre 1841 à Dillingen an der Donau.
Il est ordonné prêtre le 18 juin 1843 dans la cathédrale de Salzbourg. Sa première mission la même année est d'être chapelain à Hohenwarth. En 1844, il obteint, avec l'approbation de l'ordinariat épiscopal, un poste de précepteur chez le prince Karl zu Oettingen-Wallerstein.
Une autre mission est de 1852 à 1859 la direction du bureau paroissial de Ried près de Zusmarshausen, puis Schreiber reprend jusqu'en 1870 la paroisse de Penzing et ensuite travaille pendant cinq ans à Engelbrechtsmünster. À Penzig et Engelbrechtsmünster, Schreiber est aussi inspecteur d'école de district.
En 1867, Schreiber reçut le titre et le grade de « Conseil Spirituel Royal » de Louis II de Bavière. En 1875, il est nommé archevêque de Bamberg. Le 24 août 1875, le roi Louis II lui décerne la Croix de Chevalier de l'ordre du mérite civil de la Couronne de Bavière, ce qu'il élève à la pairie personnelle.
En 1887, Schreiber crée la « Fondation Friedrich von Schreiber » en tant que porteur de l '« Institution Sainte-Marie pour la domesticité » avec des fonds de sa fortune privée ; l'institut existe encore aujourd'hui.
En 1889, la ville de Bamberg lui décerne la citoyenneté d'honneur. Un an plus tard, gravement malade, il meurt et est enterré dans la tombe dans l'aile nord de la cathédrale de Bamberg. Le tombeau actuel est de 1920.